# 万卡拉·赫提五世
万卡拉·赫提五世（英語：Khety V Wahkara），埃及第九王朝或第十王朝国王。埃拉克雷奥波利斯最重要的国王，也是《梅利卡拉教义》的作者，这本书是用来指导他儿子应如何当国王的指南。他统治时期出现与西班政权的几年和平时期。而后他率军与控制尼罗河三角洲地区的亚洲贝都因人进行交战，并将其逐出埃及。从那时起，又有了埃及与毕伯劳斯的贸易记载。

## 身份
万卡拉·赫提五世的身份史学界还有争议。虽然一些学者认为他是第九王朝的创始人，但也有不少人认为他是随后的第十王朝的创始人。

### 第九王朝假说
如果万卡拉·赫提五世是第九王朝的创始人，他可能会被认为是地狱化的国王Achthoês，根据曼涅托的说法，他是这个王朝的创始人。Manetho报道：
这些国王中的第一位，Achthoês，行为比他的前任更残忍，给整个埃及人民带来了灾难，但后来他陷入疯狂，最后被鳄鱼杀死。
如果这一假设是正确的，万卡拉·赫提五世可能是赫拉克勒奥波利坦王子，他在公元前2150年左右从第八王朝的孟菲斯统治者的软弱中获利，夺取了中埃及和下埃及的王位。这一假设得到了当代铭文的支持，这些铭文将赫拉克勒奥波利坦北部王国称为契提王朝之家，尽管这只证明了第九王朝的创始人是契提人，但不一定是瓦卡雷契提人。

### 第十王朝假说
相反，许多学者认为万卡拉·赫提五世是第十王朝的国王，认为他是著名的《梅里卡雷国王教学法》的作者，因此将他置于内弗卡尔八世和梅利卡拉之间。
根据《指示》可知，万卡拉·赫提五世与下埃及的统治者结盟，成功击退了世代在尼罗河三角洲游荡的游牧民族“亚洲人”。这些统治者虽然承认万卡拉的权威，但在事实上或多或少是独立统治的。驱逐“亚洲人”使其能够在东北部边境建立新的定居点和防御结构，并重新与黎凡特海岸进行贸易。然而，万卡拉警告梅利卡拉不要忽视保护这些边界，因为“亚洲人”仍然被认为是一种危险。
在南部，万卡拉和忠诚的艾斯尤特特菲比统治者夺回了此前被底比斯人占领的提尼斯；然而，赫拉克勒奥波利斯的军队洗劫了神圣的提尼斯墓地，万卡拉本人报告了这一严重罪行。这一罪行立即引起了底比斯人的反应，他们后来最终占领了提尼特诺莫斯。在这些事件之后，万卡拉·赫提五世决定放弃这一好战政策，开始与南部王国和平共处的阶段，这一阶段一直持续到他的继任者梅利卡拉统治的一部分，梅利卡拉继承了万卡拉长达50年的统治。

## 依据
目前尚无与他同名的当代证据。
他的方棺出现在一个刻有棺材文本的第12王朝木棺上，最初是为一位名叫内弗里（Nefri）的管家制作的，在德尔贝尔萨发现，现在存放在开罗的埃及博物馆（CG 28088）。在上面，曾发现过万卡拉·赫提的名字代替Nefri的名字，但不知道这些文字最初是为国王题写的，还是后来从早期来源复制的。他的名字可能也在都灵的皇家正典中得到了证实。